# Hippellozoon
Hippellozoon is een mosdiertjesgeslacht uit de familie van de Phidoloporidae en de orde Cheilostomatida. De wetenschappelijke naam ervan is in 1917 voor het eerst geldig gepubliceerd door Ferdinand Canu en Ray Smith Bassler.

## Soorten
- Hippellozoon mediterraneum (Waters, 1895)
- Hippellozoon novaezelandiae (Waters, 1895)